# قائمة الأحزاب السياسية في هولندا

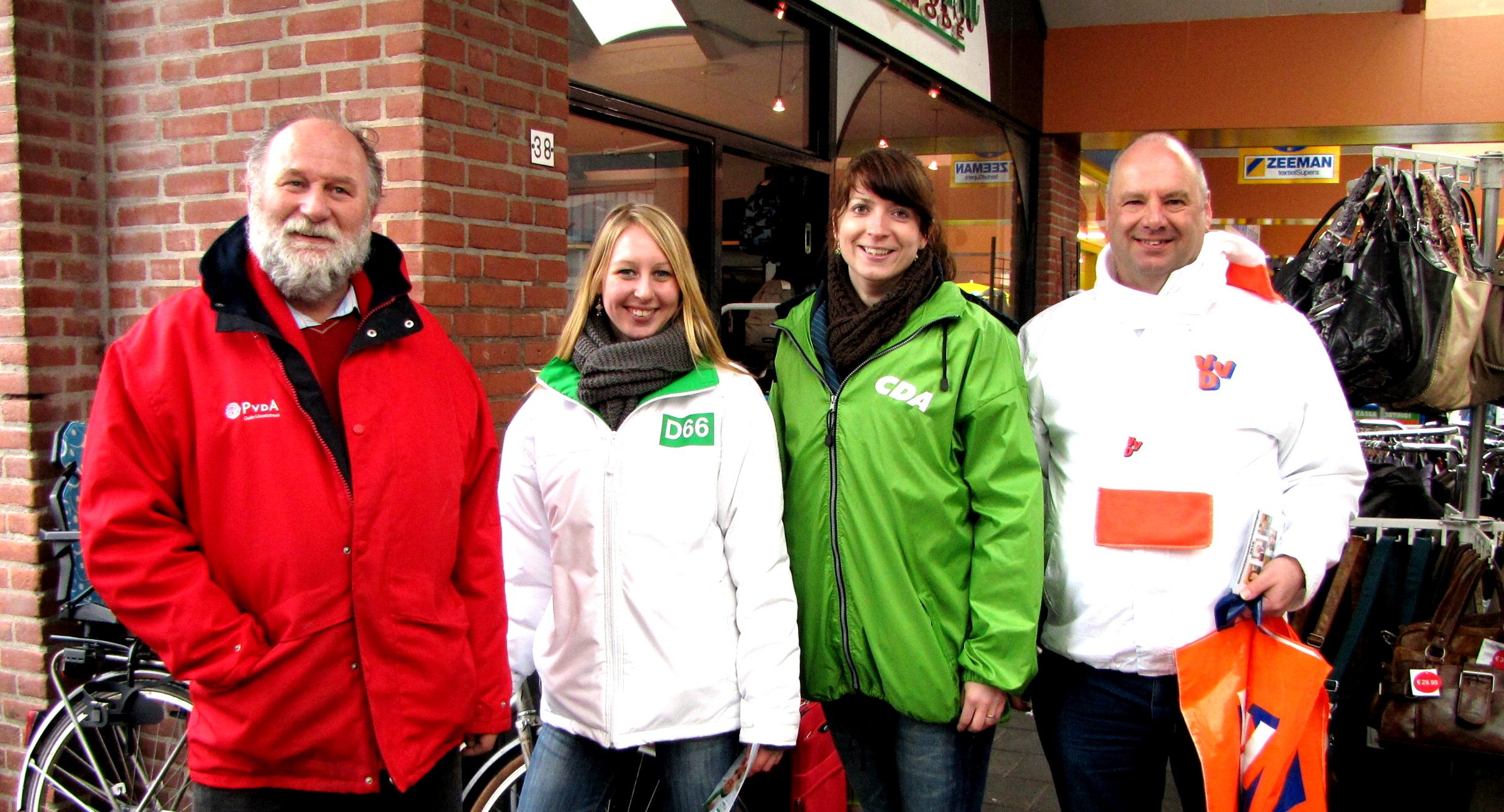
أعضاء من أربعة أحزاب سياسية هولندية (PvdA و D66 و CDA و VVD) يقومون بحملات في أولفت، قبل فترة وجيزة من الانتخابات البلدية لعام 2010

قائمة الأحزاب السياسية في هولندا، هولندا بلد متعددة الأحزاب، نادرًا ما يكون لأي حزب فرصة في الحصول على السلطة بمفرده وغالبًا ما تعمل الأحزاب مع بعضها البعض لتشكيل حكومات ائتلافية. لم يفز أي حزب بأغلبية المقاعد منذ انتخابات عام 1894.

## الأحزاب السياسية الوطنية

### الأحزاب الممثلة في البرلمان
| الحزب السياسي | الحزب السياسي | الحزب السياسي | الحزب السياسي                                                                | الأيديولوجية الرئيسية  | الطيف السياسي          | القائد               | العضوية                                           | العضوية                                      | العضوية                 | المقاعد     | المقاعد     | المقاعد           | Ref.                        |
| الحزب السياسي | الحزب السياسي | الحزب السياسي | الحزب السياسي                                                                | الأيديولوجية الرئيسية  | الطيف السياسي          | القائد               | الحزب الأوروبي                                    | الكتلة الأوروبية                             | الدولي                  | مجلس الشيوخ | مجلس النواب | البرلمان الأوروبي | Ref.                        |
| ------------- | ------------- | ------------- | ---------------------------------------------------------------------------- | ---------------------- | ---------------------- | -------------------- | ------------------------------------------------- | -------------------------------------------- | ----------------------- | ----------- | ----------- | ----------------- | --------------------------- |
|               | VVD           |               | حزب الشعب من أجل الحرية والديمقراطية Volkspartij voor Vrijheid en Democratie | ليبرالية محافظة        | يمين الوسط             | مارك روته            | حزب تحالف الليبراليون والديمقراطيون من أجل أوروبا | تجديد أوروبا                                 | الليبرالية الدولية      | 12 / 75     | 34 / 150    | 5 / 29            | [ 2 ] [ 3 ] [ 4 ]           |
|               | D66           |               | الديمقراطيون 66 Democraten 66                                                | ليبرالية اجتماعية      | وسطية                  | سيغريد كاغ           | حزب تحالف الليبراليون والديمقراطيون من أجل أوروبا | تجديد أوروبا                                 | الليبرالية الدولية      | 7 / 75      | 24 / 150    | 2 / 29            | [ 2 ] [ 3 ]                 |
|               | CDA           |               | حزب النداء الديمقراطي المسيحي Christen-Democratisch Appèl                    | ديمقراطية مسيحية       | وسطية إلى يمين الوسط   | فوبكه هويكسترا       | حزب الشعب الأوروبي                                | كتلة حزب الشعب الأوروبي                      | الوسط الديمقراطي الدولي | 9 / 75      | 15 / 150    | 5 / 29            | [ 5 ] [ 6 ] [ 7 ] [ 8 ]     |
|               | PVV           |               | حزب من أجل الحرية Partij voor de Vrijheid                                    | شعبوية يمينية          | يمينية إلى أقصى اليمين | خيرت فيلدرز          | —                                                 | —                                            | —                       | 5 / 75      | 17 / 150    | 0 / 29            | [ 9 ] [ 10 ] [ 11 ] [ 12 ]  |
|               | PvdA          |               | حزب العمل Partij van de Arbeid                                               | ديمقراطية اجتماعية     | يسار الوسط             | ليليان بلومين        | حزب الاشتراكيين الأوروبيين                        | التحالف التقدمي للاشتراكيين والديمقراطيين    | التحالف التقدمي         | 6 / 75      | 9 / 150     | 6 / 29            | [ 13 ] [ 14 ]               |
|               | GL            |               | حزب اليسار الأخضر GroenLinks                                                 | سياسة خضراء            | يسار الوسط إلى يسارية  | ياس كلافر            | الحزب الأخضر الأوروبي                             | الخضر/التحالف الأوروبي الحر                  | خضر عالميون             | 8 / 75      | 8 / 150     | 3 / 29            | [ 14 ]                      |
|               | SP            |               | الحزب الاشتراكي Socialistische Partij                                        | الاشتراكية الديمقراطية | يسارية                 | ليليان مارينسن       | —                                                 | —                                            | —                       | 4 / 75      | 9 / 150     | 0 / 29            | [ 15 ] [ 16 ] [ 17 ] [ 18 ] |
|               | JA21          |               | الإجابة الصحيحة 2021 Juiste Antwoord 2021                                    | محافظة ليبرالية        | يمينية                 | جوست إيردمانز        | حزب المحافظين والإصلاحيين الأوروبي                | المحافظون والإصلاحيون الأوروبيون             | —                       | 7 / 75      | 3 / 150     | 3 / 29            |                             |
|               | PvdD          |               | حزب من أجل الحيوانات Partij voor de Dieren                                   | حقوق الحيوان           | يسارية                 | إستر أويهاند         | سياسة الحيوان الاتحاد الأوروبي                    | اليسار المتحد الأوروبي‑اليسار الأخضر النوردي | —                       | 3 / 75      | 6 / 150     | 1 / 29            | [ 19 ]                      |
|               | CU            |               | الاتحاد المسيحي ChristenUnie                                                 | ديمقراطية مسيحية       | وسطية إلى يمين الوسط   | جيرت-يان سيغرس       | الحركة السياسية المسيحية الأوروبية                | كتلة حزب الشعب الأوروبي                      | —                       | 4 / 75      | 5 / 150     | 1 / 29            | [ 13 ] [ 14 ] [ 20 ] [ 21 ] |
|               | FvD           |               | جبهة لأجل الديمقراطية Forum voor Democratie                                  | محافظة وطنية           | اليمين إلى أقصى اليمين | تييري بوديه          | —                                                 | الهوية والديمقراطية                          | —                       | 2 / 75      | 5 / 150     | 1 / 29            | [ 22 ] [ 23 ] [ 24 ]        |
|               | SGP           |               | الحزب السياسي الإصلاحي Staatkundig Gereformeerde Partij                      | يمين مسيحي             | يمينية                 | كيس فان دير ستاي     | الحركة السياسية المسيحية الأوروبية                | المحافظون والإصلاحيون الأوروبيون             | —                       | 2 / 75      | 3 / 150     | 1 / 29            | [ 13 ] [ 14 ] [ 25 ]        |
|               | DENK          |               | دنك                                                                          | سياسات الهوية          | يسار الوسط             | فريد أزاركان         | —                                                 | —                                            | —                       | 0 / 75      | 3 / 150     | 0 / 29            | [ 26 ] [ 27 ]               |
|               | BVNL          |               | مصلحة هولندا Belang van Nederland                                            | ليبرالية كلاسيكية      | يمينية                 | ويبرن فان هاجا       | —                                                 | —                                            | —                       | 0 / 75      | 3 / 150     | 0 / 29            |                             |
|               | Volt          |               | فولت هولندا Volt Nederland                                                   | ليبرالية اجتماعية      | وسطية                  | لورينز داسين         | فولت أوروبا                                       | الخضر/التحالف الأوروبي الحر                  | —                       | 0 / 75      | 2 / 150     | 0 / 29            | [ 28 ]                      |
|               | 50+           |               | حزب 50 زائد                                                                  | مصالح المتقاعدين       | وسطية                  | مارتن فان روين       | —                                                 | —                                            | —                       | 2 / 75      | 0 / 150     | 0 / 29            | [ 2 ] [ 3 ] [ 13 ] [ 19 ]   |
|               | GO            |               | مجموعة أوتن Groep Otten                                                      | ليبرالية اقتصادية      | يمين الوسط             | هينك أوتن            | —                                                 | —                                            | —                       | 2 / 75      | 0 / 150     | 0 / 29            | [ 29 ]                      |
|               | BBB           |               | حركة الفلاحين المواطنين BoerBurgerBeweging                                   | فلسفة الإصلاح الزراعي  | يمين الوسط             | كارولين فان دير بلاس | —                                                 | —                                            | —                       | 0 / 75      | 1 / 150     | 0 / 29            | —                           |
|               | BIJ1          |               | بي إل جي 1                                                                   | مساواتية               | اليسار إلى أقصى اليسار | سيلفانا سيمونز       | —                                                 | —                                            | —                       | 0 / 75      | 1 / 150     | 0 / 29            | [ 30 ]                      |
|               | OPNL          |               | السياسة المستقلة لهولندا Onafhankelijke Politiek Nederland                   | جهوية                  | وسطية                  | تون رافين            | التحالف الأوروبي الحر                             | —                                            | —                       | 1 / 75      | 0 / 150     | 0 / 29            | —                           |

### الأحزاب التي ليس لها تمثيل في البرلمان
| الحزب | الحزب | الحزب | الحزب                                                             | الأيديولوجية الرئيسية | الطيف السياسي  | القائد                     | عضوية                                | عضوية                       | عضوية                                     | Ref.   |
| الحزب | الحزب | الحزب | الحزب                                                             | الأيديولوجية الرئيسية | الطيف السياسي  | القائد                     | الحزب الأوروبي                       | الكتلة الأوروبية            | الدولي                                    | Ref.   |
| ----- | ----- | ----- | ----------------------------------------------------------------- | --------------------- | -------------- | -------------------------- | ------------------------------------ | --------------------------- | ----------------------------------------- | ------ |
|       | CO    |       | كود أورانج Code Oranje                                            | ديمقراطية مباشرة      | سياسية توفيقية | بيرت بلاس                  | —                                    | —                           | —                                         | —      |
|       | NVU   |       | اتحاد الشعب الهولندي Nederlandse Volks-Unie                       | قومية إثنية           | أقصى اليمين    | كونستانت كوسترس            | —                                    | —                           | —                                         | —      |
|       | VSN   |       | هولندا الحرة والاجتماعية Vrij en Sociaal Nederland                | إنسانية               | وسطية          | باس فيليبيني               | —                                    | —                           | —                                         | —      |
|       | VP    |       | فريجينيج بارتيج Vrijzinnige Partij                                | ليبرالية              | وسطية          | شاغر                       | —                                    | —                           | —                                         | —      |
|       | LHK   |       | قائمة هينك كرول Lijst Henk Krol                                   | محافظة تقدمية         | يمين الوسط     | شاغر                       | —                                    | —                           | —                                         | —      |
|       | JL    |       | يسوع يعيش Jezus Leeft                                             | تبشير بالإنجيل        | يمينية         | فلورنس فان دير سبيك        | —                                    | —                           | —                                         | —      |
|       | JONG  |       | جونغ                                                              | سياسة الشباب          | وسطية          | جارون تيشيلار              | —                                    | —                           | —                                         | —      |
|       | LDP   |       | الحزب الليبرالي الديمقراطي (LibDem) Liberaal Democratische Partij | ليبرالية اجتماعية     | وسطية          | سامي فان تول               | —                                    | —                           | —                                         | —      |
|       | LP    |       | الحزب التحرري Libertaire Partij                                   | تحررية يمينية         | يمينية         | روبرت فالنتين              | الحزب الأوروبي من أجل الحرية الفردية | —                           | الليبرالية الدولية                        | [ 31 ] |
|       | NLB   |       | إن إل بي إيتر                                                     | قطاع عام              | وسطية          | استر فان فينيما            | —                                    | —                           | —                                         | —      |
|       | PSP   |       | الحزب الاشتراكي السلمي 92 Pacifistisch Socialistische Partij '92  | سلامية                | يسارية         | شاغر                       | —                                    | —                           | —                                         | —      |
|       | PvdR  |       | حزب الجمهورية Partij voor de Republiek                            | جمهوريانية            | وسطية          | برونو براخيس               | —                                    | —                           | —                                         | —      |
|       | PDNM  |       | حزب الإنسان الجديد Partij De Nieuwe Mens                          |                       |                | نيرا ميليس ورائشري جاجادين | —                                    | —                           | —                                         | [ 32 ] |
|       | PPNL  |       | حزب القراصنة Piratenpartij                                        | حزب القراصنة          | سياسية توفيقية | ماتيس بونتييه              | حزب القراصنة الأوروبي                | الخضر/التحالف الأوروبي الحر | أممية أحزاب القراصنة                      | [ 33 ] |
|       | SPL   |       | سبلينتر                                                           | ليبرالية اجتماعية     | يسار الوسط     | فيمك ميريل فان كوتين       | —                                    | —                           | —                                         | —      |
|       | DB    |       | دي باسيس De Basis                                                 | الدخل الأساسي الشامل  | يسار الوسط     | دينيس روزنباوم             | —                                    | —                           | —                                         | —      |
|       | PvdT  |       | حزب المستقبل Partij van de Toekomst                               | حزب نكتة              | سياسية توفيقية | يوهان فليميكس              | —                                    | —                           | —                                         | —      |
|       | UCF   |       | واجهة أوبونتو المتصلة                                             | أوبونتو               | يسارية         | ريجيليو فارنولد            | —                                    | —                           | —                                         | —      |
|       | NCPN  |       | الحزب الشيوعي الهولندي Nieuwe Communistische Partij van Nederland | شيوعية                | أقصى اليسار    | رينزي فيسر                 | —                                    | —                           | اللقاء العالمي للأحزاب الشيوعية والعمالية | —      |
|       | VCP   |       | الحزب الشيوعي المتحد Verenigde Communistische Partij              | شيوعية                | أقصى اليسار    | انجيل مودرمان              | —                                    | —                           | —                                         | —      |

## الأحزاب السياسية الإقليمية والمحلية

### هولندا الأوروبية

#### الأحزاب الإقليمية
| الحزب | الحزب | الحزب                                        | نشط في                        | الأيديولوجية الرئيسية | الطيف السياسي | القائد              | الحزب الأوروبي        |
| ----- | ----- | -------------------------------------------- | ----------------------------- | --------------------- | ------------- | ------------------- | --------------------- |
|       | FNP   | الحزب الوطني الفريزي Fryske Nasjonale Partij | فرايزلاند                     | قومية مدنية           | خيمة كبيرة    | سيجبي نول           | التحالف الأوروبي الحر |
|       | GB    | جرونينغر انتريست Groninger Belang            | خرونينغن                      | جهوية                 | وسطية         | برام شمال           | —                     |
|       | LB    | برابنت المحلية Lokaal Brabant                | شمال برابنت                   | جهوية                 | وسطية         | هارولد فان دين بروك | —                     |
|       | LL    | ليمبورخ المحلية Lokaal-Limburg               | ليمبورخ                       | جهوية                 | وسطية         | ريمون فرانسن        | —                     |
|       | PvhN  | حزب الشمال Partij voor het Noorden           | خرونينغن · فرايزلاند · درينته | جهوية                 | وسطية         | درياس زوارت         | —                     |
|       | PvZ   | حزب زيلند Partij voor Zeeland                | زيلند                         | جهوية                 | وسطية         | فرانسوا بابين       | —                     |
|       | OPNH  | حزب كبار السن إن إتش Ouderenpartij NH        | شمال هولندا                   | مصالح المتقاعدين      | وسطية         | جيف ليفر            | —                     |
|       | SL    | درينته المحلية القوية Sterk Lokaal Drenthe   | درينته                        | جهوية                 | وسطية         | ألفريد شونماكر      | —                     |

#### الأحزاب المحلية
| الحزب | الحزب  | الحزب | الحزب                                             | الأيديولوجية الرئيسية | الطيف السياسي        | القائد            |
| ----- | ------ | ----- | ------------------------------------------------- | --------------------- | -------------------- | ----------------- |
|       | OPA    |       | كبار السن الناشطون سياسيا Ouderen Politiek Actief | مصالح المتقاعدين      | سياسة القضية الواحدة | شاغر              |
|       | Forza! |       | فورزا! هولندا Forza! Nederland                    | شعبوية يمينية         | يمينية               | إريك فيرمولين     |
|       | HvDH   |       | قلب لاهاي Hart voor Den Haag/Groep de Mos         | ليبرالية محافظة       | يمينية               | ريتشارد دي موس    |
|       | LR     |       | روتردام صالحة للعيش Leefbaar Rotterdam            | فورتوينيزم            | يمينية               | روبرت سيمونز      |
|       | TON    |       | فخور بهولندا Trots op Nederland                   | ليبرالية محافظة       | يمينية               | ساندر فان دن رادت |
|       | DG     |       | الخضر De Groenen                                  | سياسة خضراء           | وسطية                | أوتو تير هار      |
|       | VSP    |       | حزب كبار السن المتحد Verenigde Senioren Partij    | مصالح المتقاعدين      | سياسة القضية الواحدة | شاغر              |

#### أحزب مجلس المياه
| الحزب | الحزب | الحزب                                            | الأيديولوجية الرئيسية | الطيف السياسي | القائد        |
| ----- | ----- | ------------------------------------------------ | --------------------- | ------------- | ------------- |
|       | AWP   | حزب مجلس المياه العام Algemene Waterschapspartij | اللاسياسية            | توفيقية       | رون فان ميجين |
|       | WN    | مياه ناتوراجك                                    | سياسة خضراء           | يسار الوسط    | بيتر سنورين   |

### هولندا الكاريبية

#### بونير
| الحزب | الحزب | الحزب                                               | الأيديولوجية الرئيسية | الطيف السياسي | القائد          | عضوية                                  | عضوية                   |
| الحزب | الحزب | الحزب                                               | الأيديولوجية الرئيسية | الطيف السياسي | القائد          | أمريكية                                | دولية                   |
| ----- | ----- | --------------------------------------------------- | --------------------- | ------------- | --------------- | -------------------------------------- | ----------------------- |
|       | PDB   | حزب بونير الديمقراطي Partido Demokrátiko Boneriano  | ديمقراطية اجتماعية    | يسار الوسط    | كلارك أبراهام   | —                                      | —                       |
|       | UPB   | اتحاد بونير الوطني Union Patriótiko Boneriano       | ديمقراطية مسيحية      | وسطية         | جيمس كرون       | منظمة الديمقراطيين المسيحيين الأمريكية | الوسط الديمقراطي الدولي |
|       | MPB   | حركة شعب بونير Movementu di Pueblo Boneriano        | اشتراكية مسيحية       | وسطية         | الفيس تجين أسجو | —                                      | —                       |
|       | FSP   | الجبهة الاجتماعية التقدمية Frente Sosial Progresivo | ديمقراطية اجتماعية    | يسار الوسط    | روبي بوكنبوم    | —                                      | —                       |

#### سابا
| الحزب | الحزب | الحزب                     | الأيديولوجية الرئيسية | الطيف السياسي | القائد         | العضوية الأمريكية                      |
| ----- | ----- | ------------------------- | --------------------- | ------------- | -------------- | -------------------------------------- |
|       | SLP   | حزب العمل سابا            | ديمقراطية اجتماعية    | يسار الوسط    | مونيك ويلسون   | —                                      |
|       | WIPM  | حركة جزر ويندوارد الشعبية | ديمقراطية مسيحية      | وسطية         | رولاندو ويلسون | منظمة الديمقراطيين المسيحيين الأمريكية |

#### سينت أوستاتيوس
| الحزب | الحزب | الحزب             | الأيديولوجية الرئيسية | الطيف السياسي | القائد         |
| ----- | ----- | ----------------- | --------------------- | ------------- | -------------- |
|       | DP    | الحزب الديمقراطي  | ديمقراطية مسيحية      | وسطية         | أديلكا سبانر   |
|       | PLP   | حزب العمل التقدمي | ديمقراطية اجتماعية    | يسار الوسط    | ريشيلين ليردام |